# Herbert Kaliga
Herbert Kaliga (* 16. Dezember 1931 in Oppeln; † 29. August 2024) war ein deutscher Pianist.

## Leben

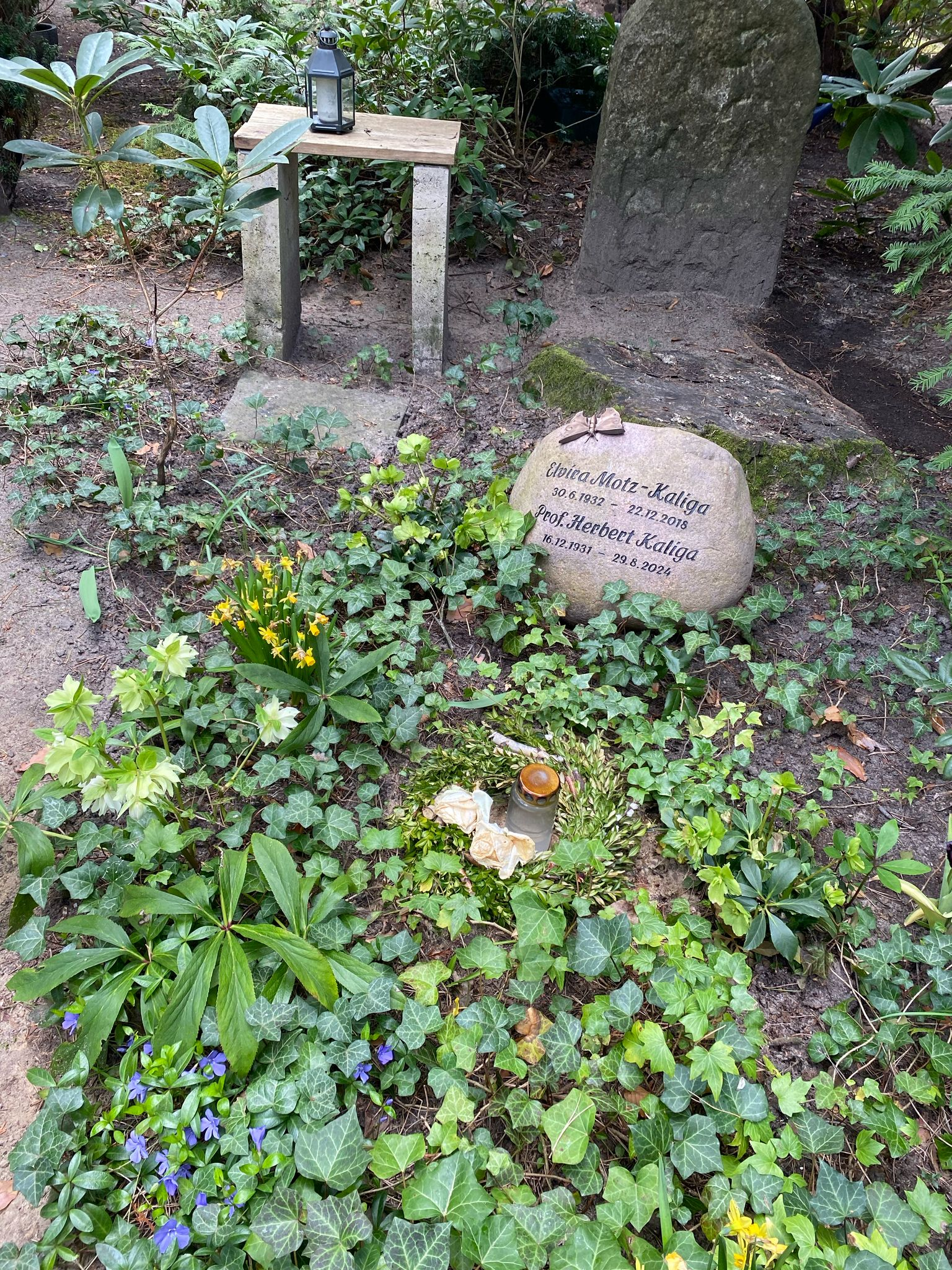
Grabstätte auf dem Waldfriedhof Kleinmachnow

Herbert Kaliga studierte in Rostock und an der Hochschule für Musik „Hanns Eisler“ Berlin das Fagott bei Otto Pischkittel, danach Klavier bei Rudolf Dunckel und Dieter Zechlin. Anschließend absolvierte er ein Dirigierstudium bei Adolf Fritz Guhl und Willi Niepolt.
Von 1955 bis 1997 war er Dozent für Korrepetition, Liedstudium und vokale Kammermusik an der Hochschule für Musik „Hanns Eisler“. 1985 wurde er zum Professor berufen. Zu seinen Studenten gehörten die Mezzosopranistin Jana Krauße, die vokale Kammermusik studierte, und der Tenor Kim Schrader, der ein Studium bei Kaliga in Berlin abschloss.
Kaliga arbeitete für viele Sänger und Instrumentalisten als Klavierbegleiter, unter anderem mit Eva-Maria Bundschuh, Christian Funke, Siegfried Lorenz, Gisela May, Ruggiero Ricci und Gustav Schmahl.
Herbert Kaliga war verheiratet mit der Sängerin Elvira Motz-Kaliga (1932–2018). Er ruht auf dem Waldfriedhof Kleinmachnow.

## Diskographie
- Cantabile. Berühmte Zugaben, Christian Funke (Violine), Herbert Kaliga (Klavier), Eeterna 725193
- Lieder von Wilhelm Weismann und Rudolf Wagner-Régeny, Siegfried Lorenz (Bariton), Herbert Kaliga (Klavier), Nova 885219

## Auszeichnungen
- 1977: Robert-Schumann-Preis der Stadt Zwickau[11]